# Hohenhaus (Herleshausen)

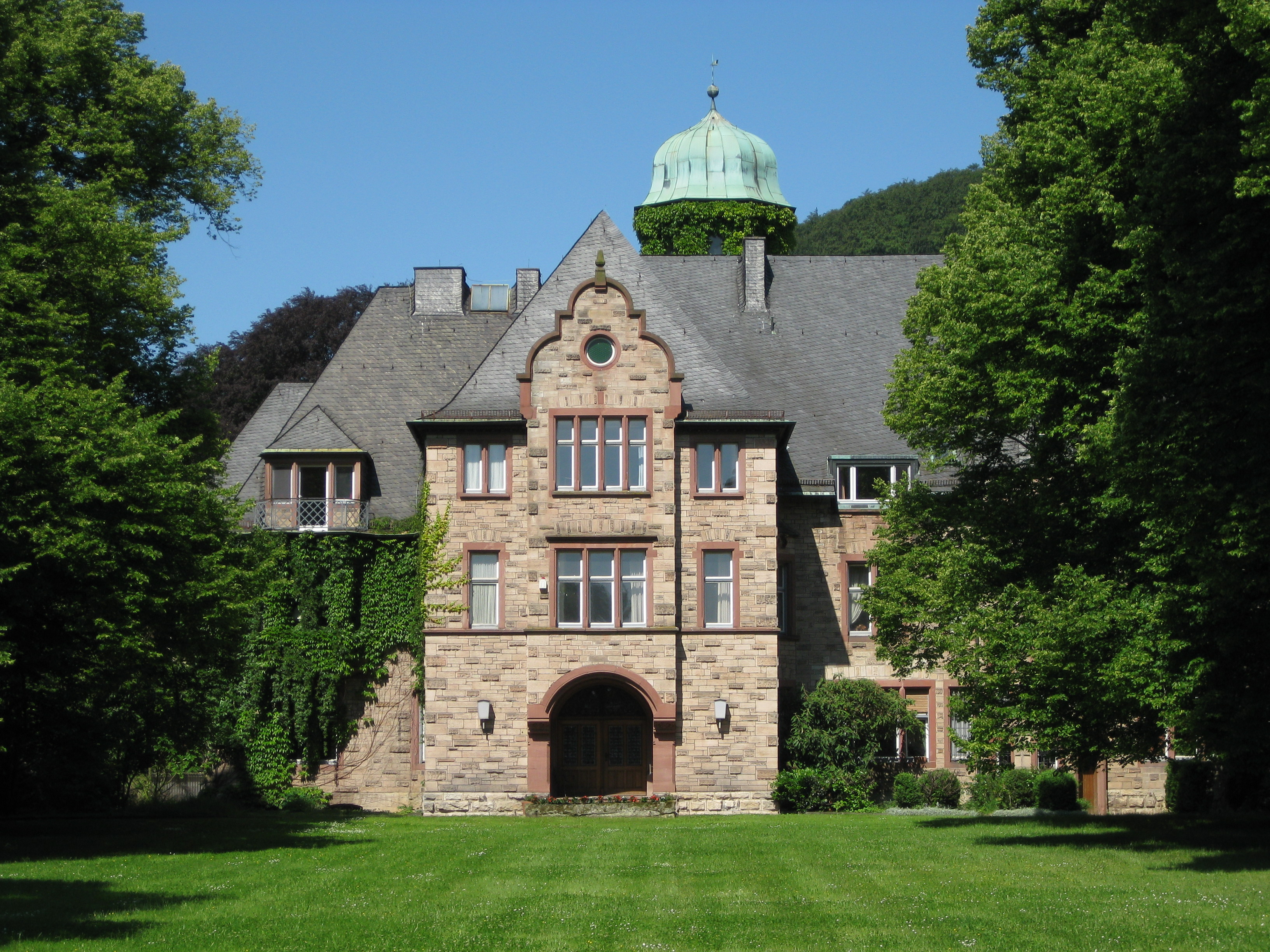
Gut Hohenhaus in Holzhausen

Hohenhaus ist ein Gutshof mit Schloss in der Gemarkung des Dorfs Holzhausen, einem Ortsteil von Herleshausen, im Werra-Meißner-Kreis in Hessen.

## Lage
Das ehemalige Rittergut liegt 500 m westlich von Holzhausen auf etwa 299 m Höhe an der Südabdachung des Ringgaus unterhalb des Dachsbergs (440,4 m ü. NN) im hier hufeisenförmigen nach Osten offenem Tal der Nesse. Diese entspringt rund 800 m westsüdwestlich des Guts auf etwa 329 m Höhe und ist auf dem Gelände des Gutshofs, am Nord- und am Südende des Schlossparks, zu zwei Teichen aufgestaut. Vom Dorf führt eine etwa 400 m lange, schnurgerade Allee nach Westen zum Gut.
Die Anschlussstelle Wommen der A 4 (Europastraße 40) liegt etwa 5 km südöstlich und ist über die durch Holzhausen verlaufende Landesstraße 3423 zu erreichen.

## Geschichte

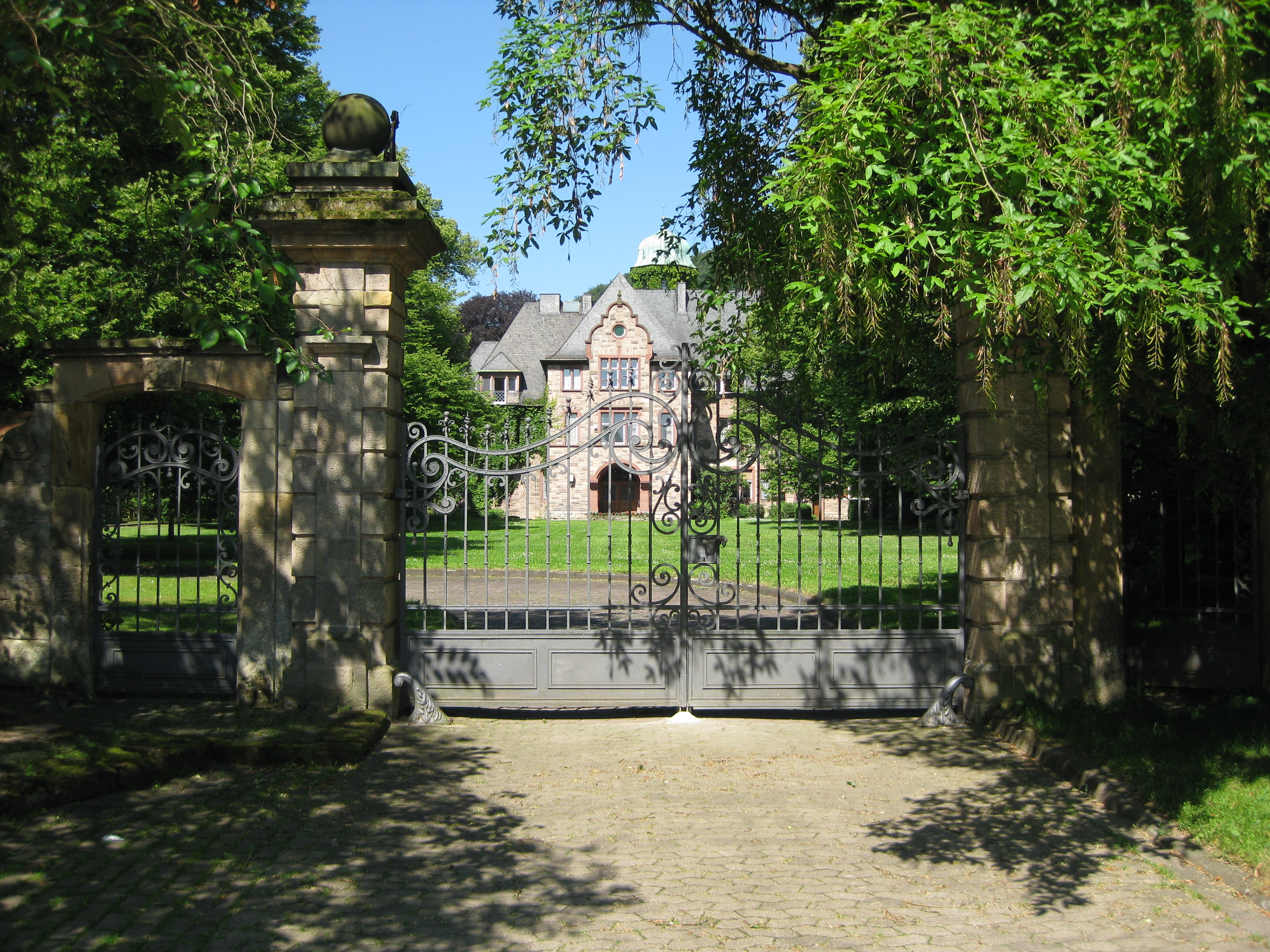
Das Schloss Hohenhaus

Das Dorf Holzhausen war von 1545 bis 1824 Zubehör der etwa 1,6 km östlich von Holzhausen liegenden Burg Brandenfels und somit Lehensbesitz der Adelsfamilie Treusch von Buttlar, die das Gut anlegte. Eine kartenähnliche Zeichnung im Staatsarchiv Marburg, angefertigt um 1600, zeigt ein Fachwerkgebäude. Im Jahre 1856 kaufte der Jurist und Politiker Ferdinand von Schutzbar genannt Milchling (1813–1891) das Gut, das er bis zu seinem Tod bewirtschaftete.
Sein Sohn, der königlich-preußische Kammerherr und Rittmeister Rudolf von Schutzbar genannt Milchling (1853–1935), erbte das Gut und ließ das Wohnhaus im Jahre 1901 in ein schlossartiges Herrenhaus im historisierenden Stil der Neorenaissance umbauen. Architekt war der in ganz Deutschland Schlösser und Burgen restaurierende Architekt Bodo Ebhardt (1865–1945). Der zugehörige Park wurde um die Jahrhundertwende im Stil Englischer Landschaftsgärten von dem Berliner Gartenarchitekten Martin Bertrams angelegt.
Auf Grund wirtschaftlicher Zwänge ging das Gut mit der gesamten Land- und Forstwirtschaft 1934 in den Besitz des Hamburger Verlegers Richard Ganske (1876–1956) über, dem Gründer des Lesezirkels „Leserkreis Daheim“. Dessen Sohn, der Verleger Kurt Ganske (1905–1979), ließ das Schloss 1959 umfassend renovieren und modernisieren. Er war leidenschaftlicher Jäger und verbrachte viel Zeit in Hohenhaus, wo er auch intensiven Kontakt mit den Schriftstellern seines Hauses wie Siegfried Lenz, Max Tau und Hoimar von Ditfurth pflegte.
Heute ist die Ganske-Verlagsgruppe Eigentümerin des Anwesens. Sie ließ ab 1982 umfassende Umbauten durchführen und seitdem wird im Herrenhaus und in dem radikal, aber bei Erhaltung der historischen Fassade um- und ausgebauten einstigen Pferde- und Kutschenstall von 1890 ein 5-Sterne-Hotel betrieben. Seit 1990 ist das Hotel Hohenhaus Mitglied der internationalen Hotelkooperation Relais & Châteaux. Die Hohenhaus-Küche wurde erstmals 1995 mit einem Michelin-Stern ausgezeichnet.
Angemerkt sei, dass das Gut im April 1945 kurzzeitig Hauptquartier für General George S. Patton und seine 3. Armee auf dem Weg zur Befreiung Richtung Süd- und Mitteldeutschlands im Rahmen der Kampfhandlungen des Zweiten Weltkrieges war.

## Die Anlage heute
Auf dem ausgedehnten Gelände des einstigen Ritterguts befinden sich neben dem Schloss und dem sich nach Westen und Südwesten anschließenden Schlosspark mit altem Baumbestand ein großer Komplex von Wirtschaftsgebäuden im Osten, der einstige Pferde- und Kutschenstall im Süden und ein ehemaliger Schafstall im Norden.
Das Schloss, dessen Längsachse in Nord-Süd-Richtung verläuft, ist ein imposanter zweigeschossiger Bau mit steilem Walmdach und etwa 30 × 10 m Grundfläche, mit vielfach gegliedertem Grundriss und mit durch Risalite, Treppentürme, Erker, Balkon und Zwerchhaus ebenso vielfach gegliederten Fassaden. Der kuppelbekrönte parkseitige Treppenturm überragt den First des Schlossdaches. Über dem rundbogigen Portal im dreigeschossigen Risaliten an der Ostseite erhebt sich ein zweigeschossiger Erker, der in einem Zwerchhaus mit Volutengiebel und Rundfenster endet.

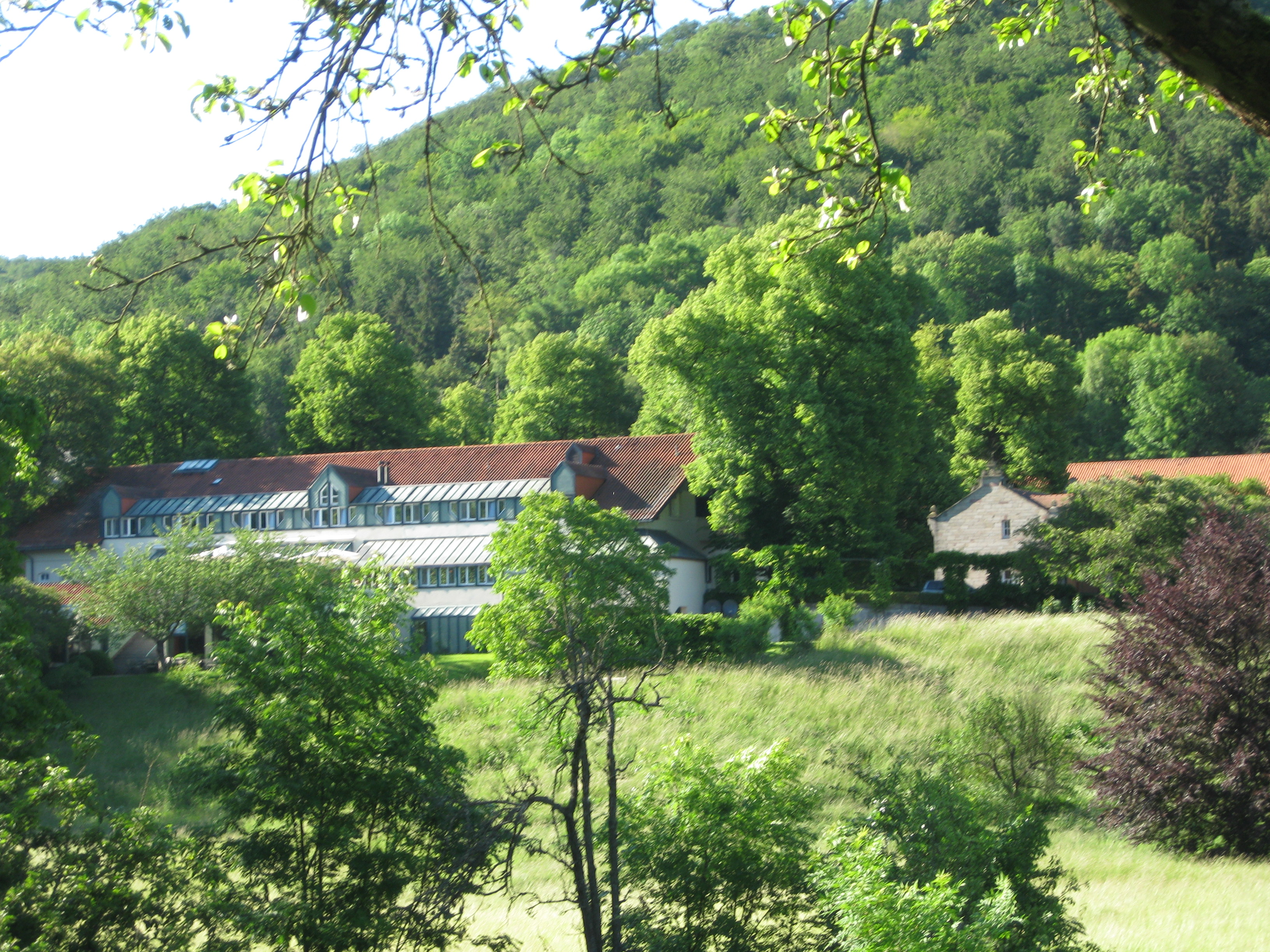
Hotel Hohenhaus: Der ehemalige Marstall

Nur wenige Meter südöstlich des Schlosses steht am Südhang in Ost-West-Ausrichtung der im Jahre 1890 erbaute, langgestreckte ehemalige Pferdestall mit der Kutschenremise. Er wurde ab 1982 unter Leitung des Frankfurter Architekten Jochem Jourdan total entkernt und unter weitgehender Erhaltung der historischen Fassade und Ausnutzung der Hanglage zu einem zweistöckigen modernen Hotelgebäude mit 15 Doppelzimmern und fünf Einzelzimmern umgebaut; im Schlossbau befinden sich zwei Doppelzimmer und vier Einzelzimmer. Der Ausbau der ehemaligen Remise wird architektonisch als eine der vorbildlichen Bauten in Hessen charakterisiert.
Das land- und forstwirtschaftliche Gut wird vom Hotel getrennt verwaltet. Am dritten Adventswochenende kooperieren Gut und Hotel jedoch bei der Ausrichtung eines überregional bekannten Weihnachtsmarkts, dessen Zentrum der architektonisch reizvolle Schafstall des Guts mit seinem Fachwerkturm ist.